# 浜松市福祉文化会館
浜松市福祉交流センター（はままつしふくしこうりゅうセンター）は静岡県浜松市中央区成子町にある文化会館である。

## 構造
浜松市福祉交流センターは、福祉関係団体の活動の拠点として障害者等の福祉の増進を図り、市民の生きがいの創造と社会参加を促進するため設置された。交歓の広場に設置されているオルガンは、ドイツ・クライス社製の本格的な中規模オルガンであり、残響音のすばらしさは専門家から高い評価を得ている。公共施設としては日本で5番目に設置され、定期的に演奏会を開催し、楽器の街から音楽の街を目指す浜松のシンボルのひとつとして大きな役目を果たしている。
- ホール - 約600席の客席をもつ音楽主体の多目的ホール。
- 大会議室
- 特別会議室
- 講習室（4部屋）
- 小ホール
- 交歓の広場
- スタジオ（3部屋）
- 多目的室（3部屋）

### 利用者数
- 2010年度（平成22年度） - 206,551人（ホール 75,522人、会議室等 131,029人）
- 2011年度（平成23年度） - 206,779人（ホール 78,086人、会議室等 128,693人）[4]

## その他
- 開館時間: 9:00–21:30
- 休館日: 火曜日、祝日、年末年始

## アクセス
- JR東海道本線浜松駅より徒歩10分。
- 駐車場57台。